# Mosquée de Bukui
La mosquée de Bukui (chinois : 卜奎清真寺 ; pinyin : bǔkuí qīngzhēnsì) est une mosquée de la ville de Qiqihar construite dans la deuxième moitié du XVIIe siècle. C'est la plus vieille et la plus grande des mosquées de la province du Heilongjiang en Chine. Ses deux espaces de prières peuvent accueillir 450 personnes au total.

## Histoire et structure
Bukui est la transcription chinoise d'un mot daur signifiant « propice ». La mosquée de Bukui était formée initialement par deux mosquées séparées :
- la mosquée de l'est, construite en 1684 pendant la 23e année du règne de Kangxi, sept ans avant la fondation de la ville de Qiqihar. Elle s'étend sur trois niveaux et 374 m².
- la mosquée de l'ouest a été fondée en 1852 par des disciples de la Jahriyya (en) originaires du Gansu. Elle possède deux niveaux et mesure 173 m².

Ces deux mosquées ont été réunies en un seul ensemble en 1958 sous le nom de mosquée de Qiqihar avant de prendre son nom actuel en 1981. Une rénovation importante a eu lieu en 1989-90, en particulier pour la mosquée de l'ouest. Elle est  classée en tant que  site historique et culturel majeur protégé au niveau national depuis 2006 (6-504). 
Elle abrite plusieurs reliques dont un manuscrit du Coran et une copie de la Compilation de commentaires sur les quatre livres (四书集注) datant de 1858.

## Galerie

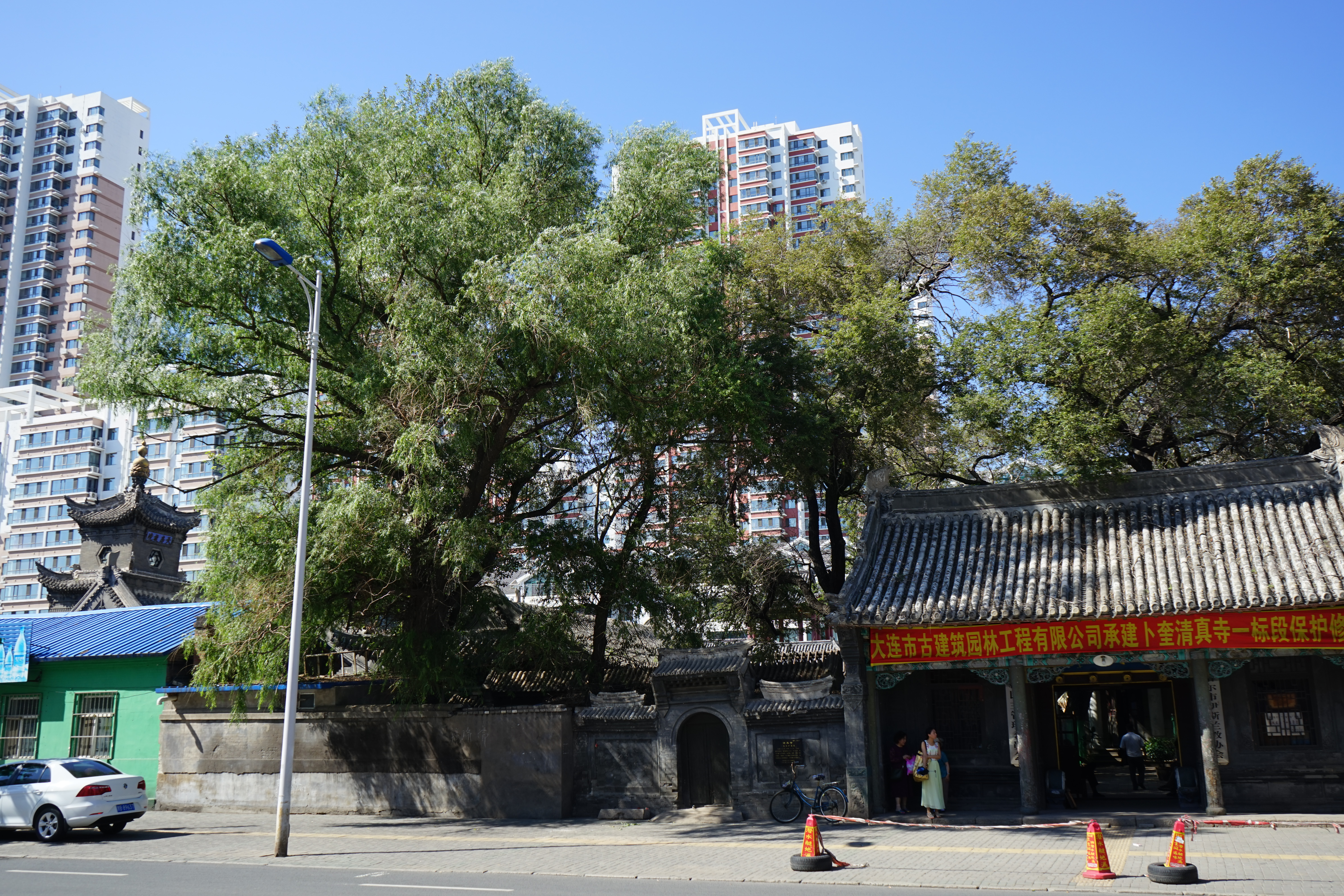
Vue de l'édifice depuis la rue
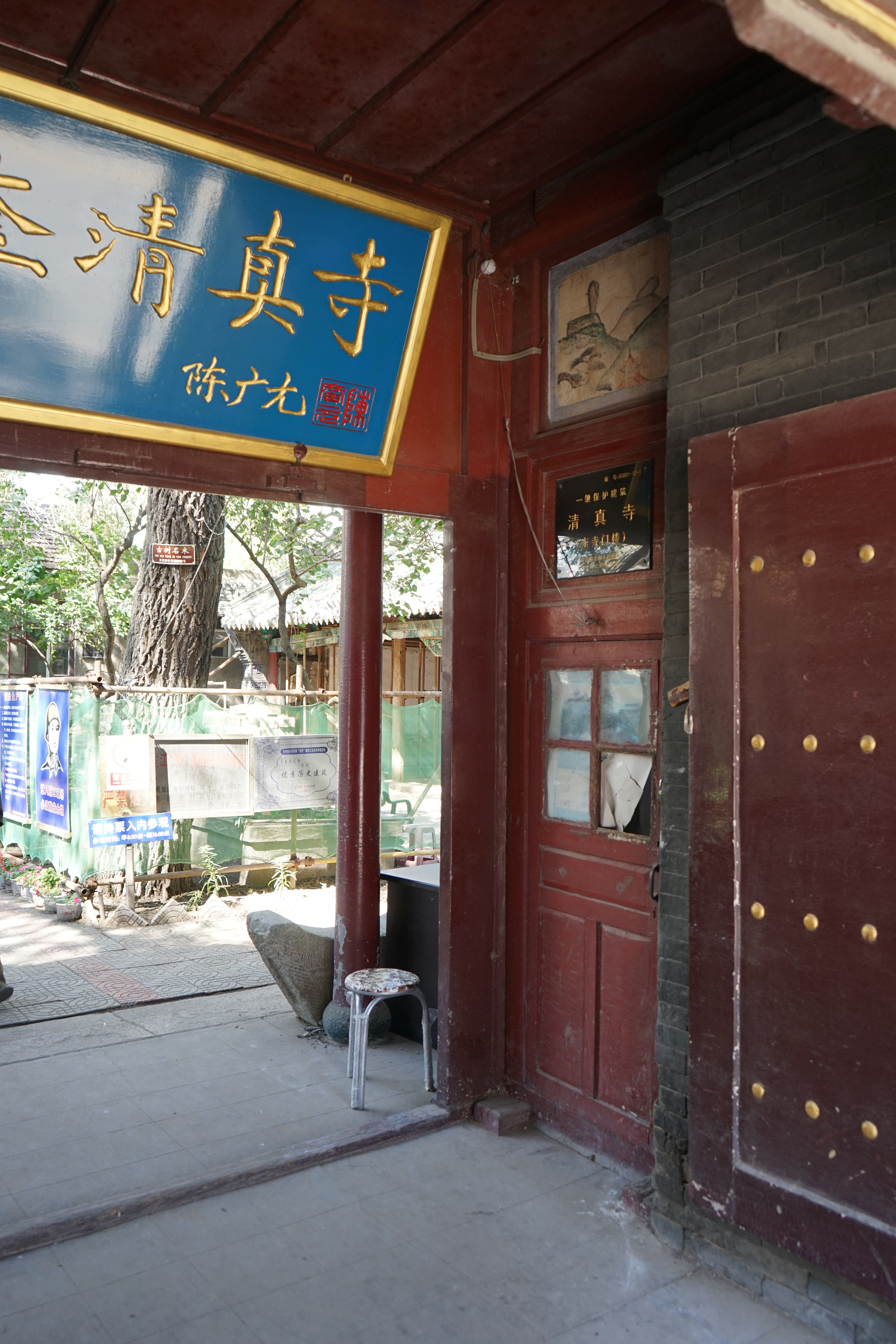
entrée principale
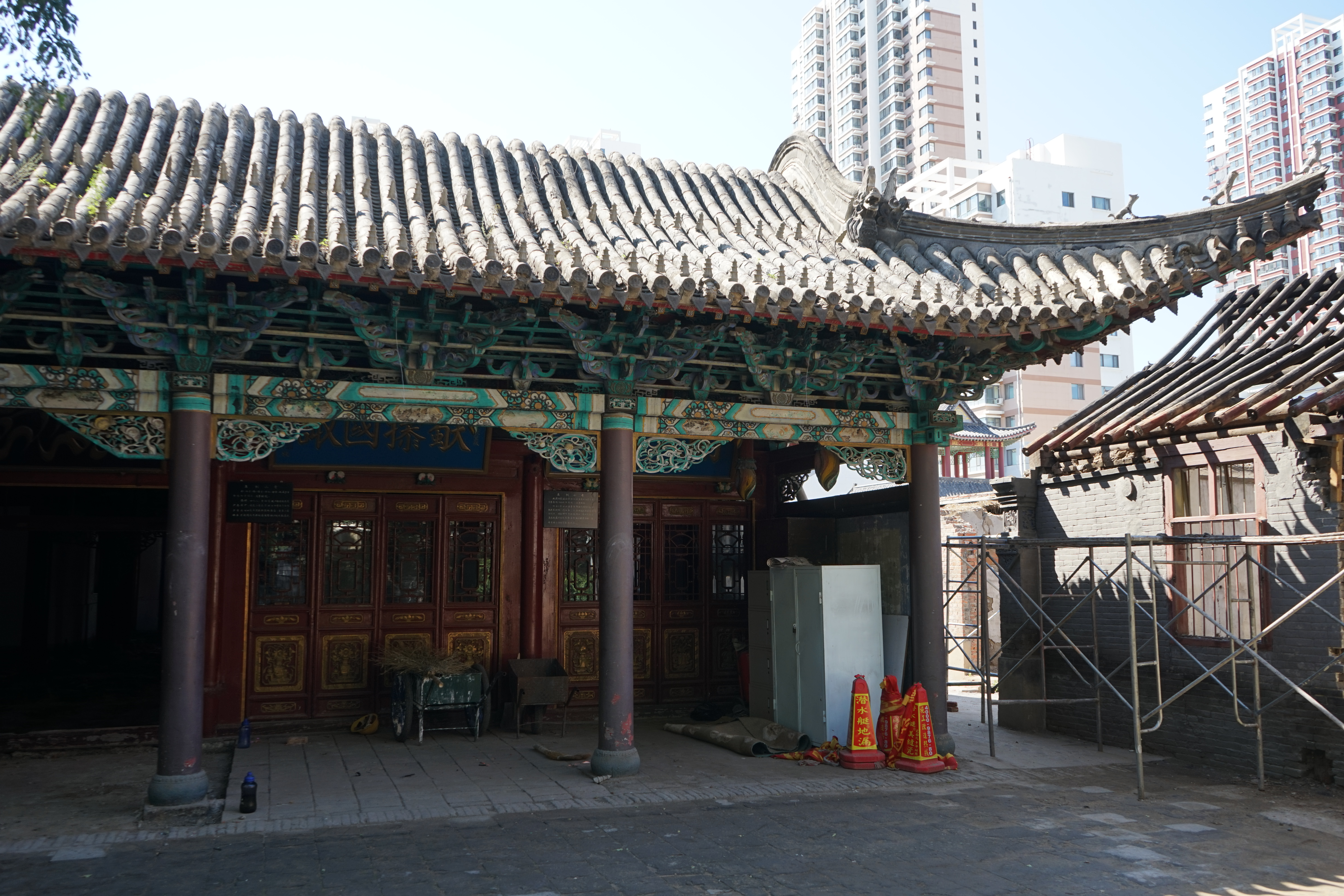
hall principal de la mosquée
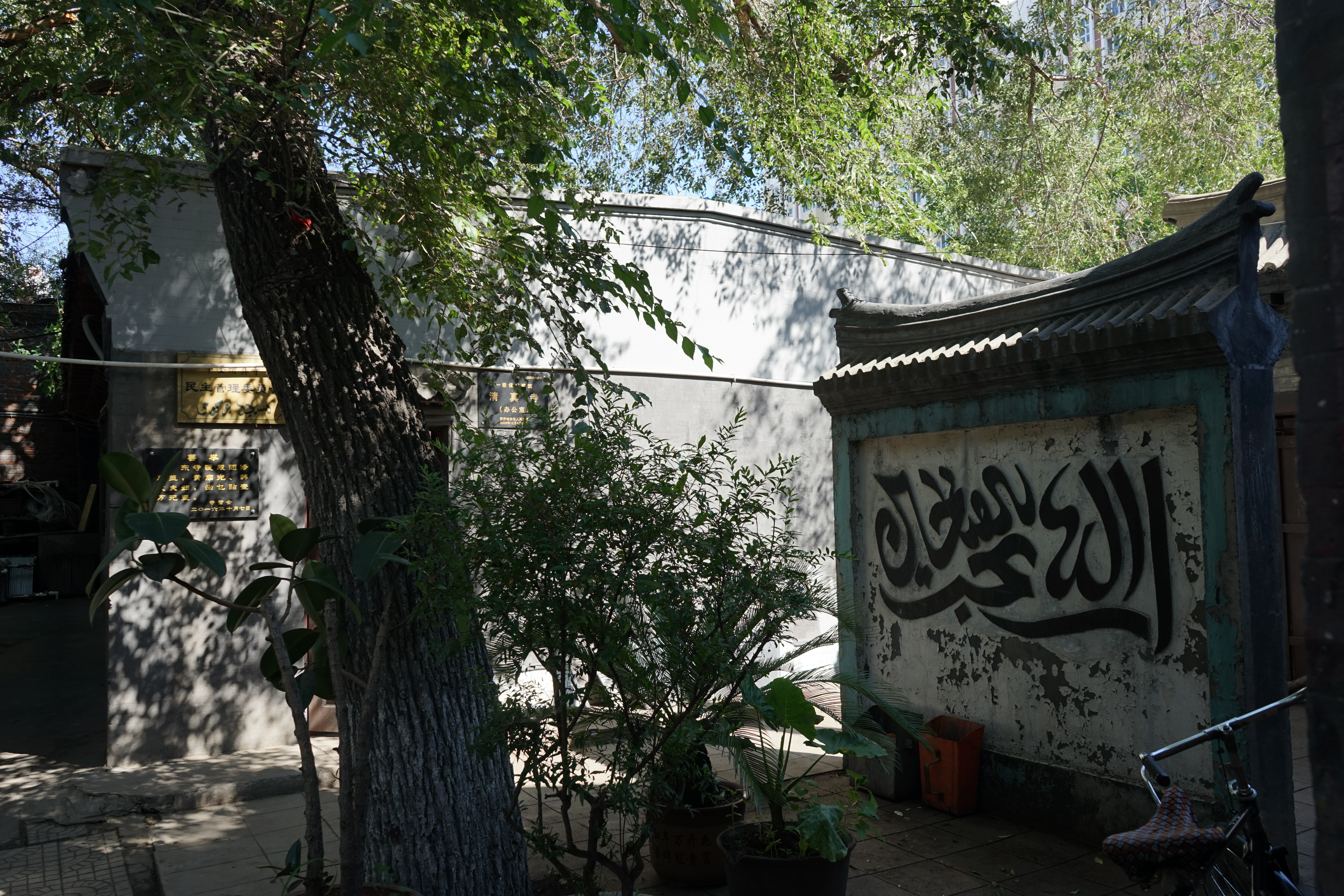
mur calligraphié

### Crédit d'auteurs
- (de) Cet article est partiellement ou en totalité issu de l’article de Wikipédia en allemand intitulé « Bukui-Moschee » (voir la liste des auteurs).
- (en) Cet article est partiellement ou en totalité issu de l’article de Wikipédia en anglais intitulé « Bukui Mosque » (voir la liste des auteurs).